# Condado de Boone (Arkansas)
O Condado de Boone é um dos 75 condados do estado americano do Arkansas. Sua sede de condado é Harrison. Sua população é de 33 948 habitantes.